# 禧玛诺动力自行车踏板系统

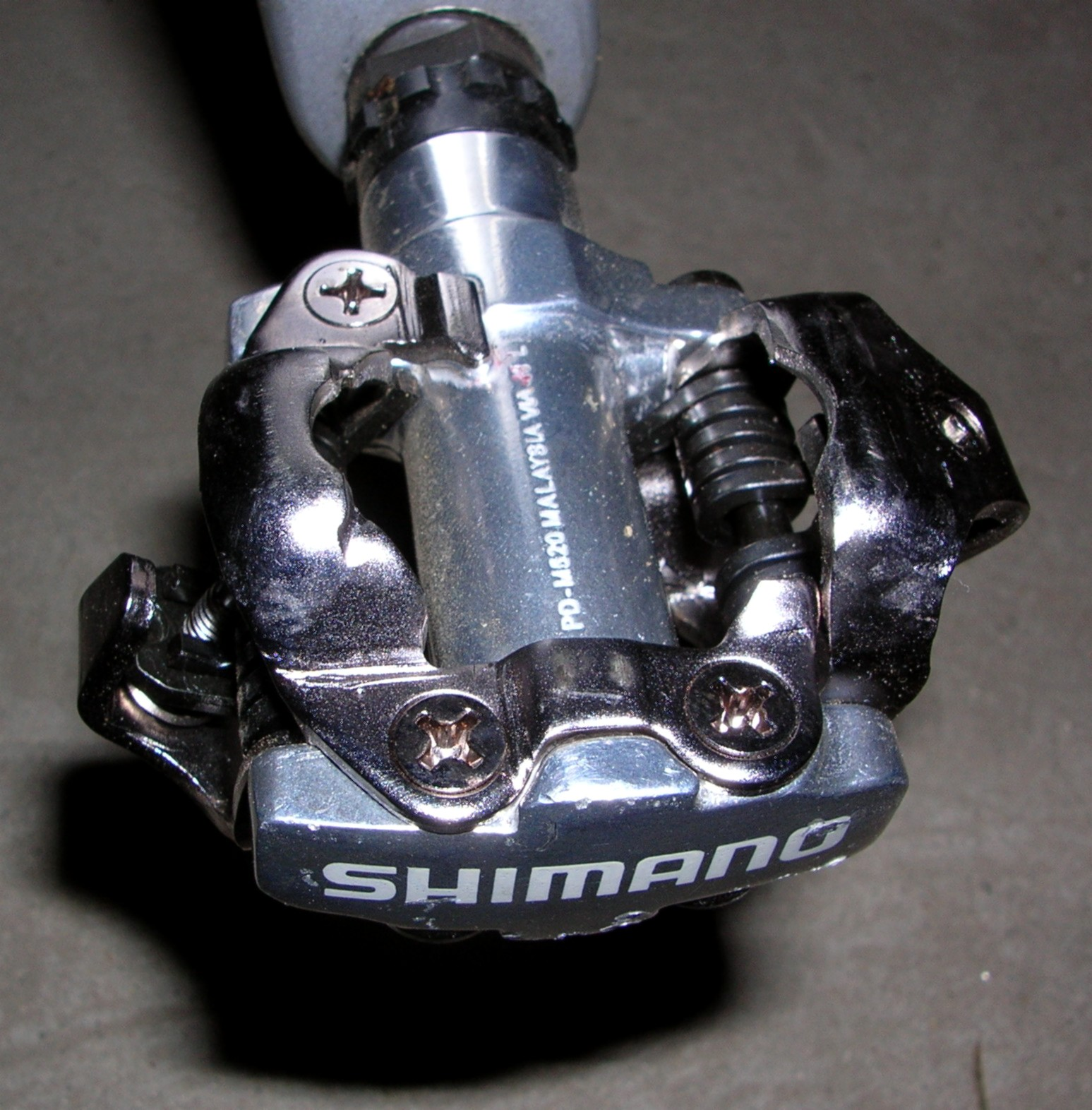
Shimano PD-M520夹扣踏板

禧玛诺动力自行车踏板系统（Shimano Pedaling Dynamics，简称SPD）是日本禧玛诺（Shimano）公司于1990年发布的一种无需卡扣的自行车踏板系统（Clipless pedals （页面存档备份，存于）），其特殊性在于SPD的踏板可以完全扣合专为其设计的骑行鞋鞋底凹槽。另外，此类骑行鞋也可用作日常活动。
但并不是所有的骑行鞋和踏板都正好匹配，尤其不同的是登山车和公路自行车系列，因此禧玛诺为不同的踏板编号，以区分其匹配性。（适用山地自行车的骑行鞋多以MT开头）

## 参考

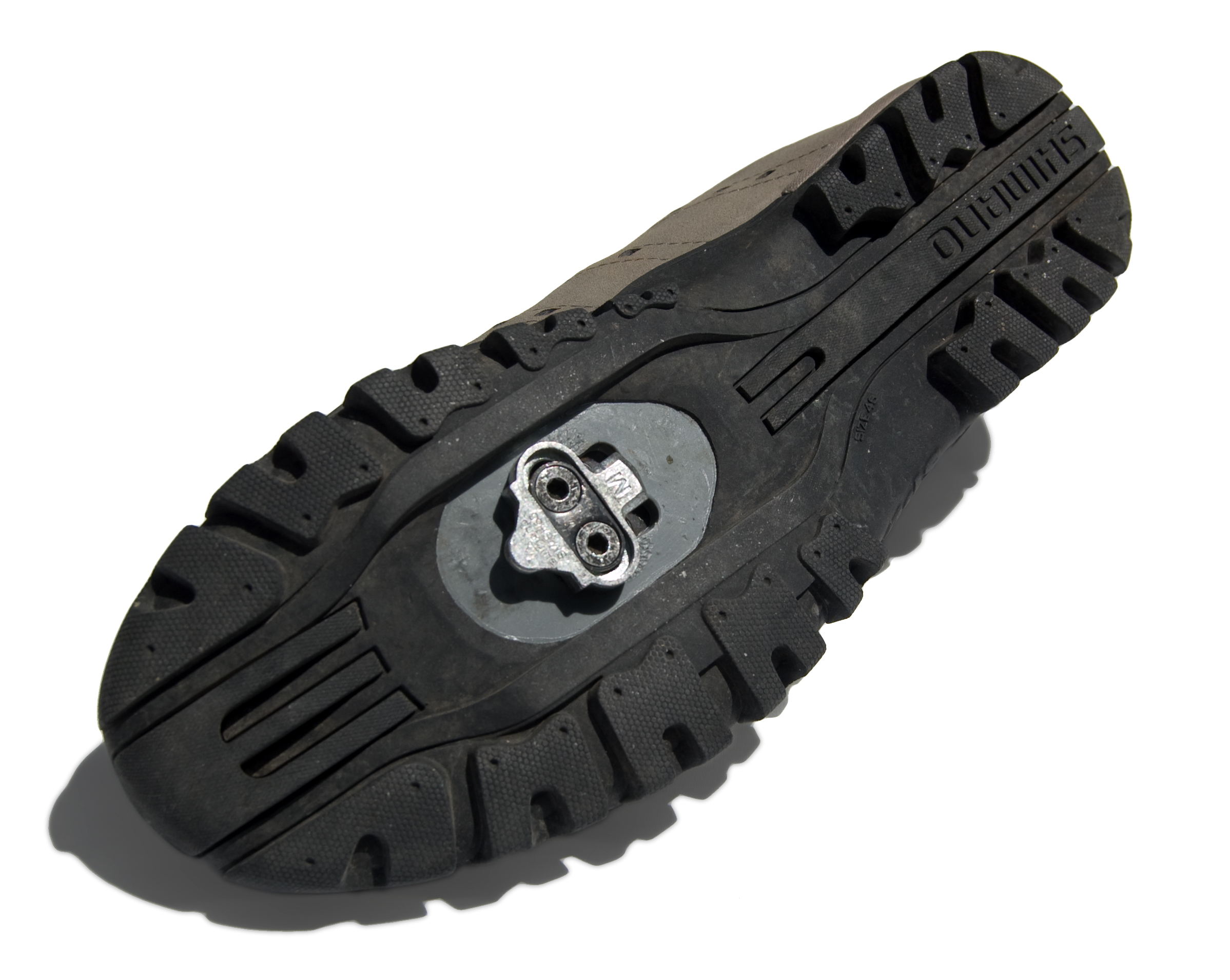
Shimano MT31鞋，适配SH56踏板